# ハウリング (映画)
『ハウリング』（原題：The Howling）は、1981年、アメリカ合衆国の映画。狼男をモチーフに制作されたホラー映画。ビデオスルーを含めて2011年までに全8作が制作された。

## ストーリー
女性ニュースキャスターのカレン（ディー・ウォレス）は、最近続発している猟奇殺人事件の犯人エディにポルノショップへと呼び出された。エディは彼女の目の前で得体の知れないものに姿を変えて襲い掛かってきたが、駆けつけた警官に射殺される。
カレンは一命をとりとめたものの、襲われた時の記憶を失っており、仕事にも影響を及ぼすようになる。医者のワグナーの勧めで、夫と共に"コロニー"と呼ばれる保養所へ療養に向かうが、そこは今回の事件の発端になった場所であった。

## キャスト
| 役名       | 俳優                     | 日本語吹替 |
| ---------- | ------------------------ | ---------- |
| カレン     | ディー・ウォレス         | 吉野佳子   |
| クリス     | デニス・デューガン       | 神谷和夫   |
| ビル       | クリストファー・ストーン | 小林勝彦   |
| テリー     | ベリンダ・バラスキー     | 高島雅羅   |
| フランシス | ケヴィン・マッカーシー   | 金内吉男   |
| ワグナー   | パトリック・マクニー     | 細井重之   |
| エディ     | ロバート・ピカード       | 千田光男   |
| マーシャ   | エリザベス・ブルックス   |            |
| マイク     |                          | 仲木隆司   |
| クライン   | ビル・ソレルス           | 石森達幸   |

その他：東富士郎、杉田俊也、田中亮一、嶋俊介、峰恵研、前沢迪雄、納谷六朗、鵜飼るみ子、村松康雄、有馬瑞香、藤本譲、徳丸完、松熊信義、宮崎恵子

＜日本語版制作スタッフ＞
演出：長野武二郎
翻訳：古田由紀子
調整：中村修
効果：新音響
制作：ザック・プロモーション
担当：清水敏正（日本テレビ）
- 吹き替え：TV初放送　1982年8月11日、日本テレビ「水曜ロードショー／ハウリング 5分前は人間だった！空前描写！怪奇狼人間連続大変身」※ブルーレイ収録[2]

＜日本語字幕＞
岡枝慎二

## 概要
この映画は、ジョー・ダンテの出世作となった作品である。それまでの狼男映画では、狼男への変身シーンはオーバーラップ等で表現されていた。しかし、本作では特殊メイクとダミー人形を使って変身シーンをリアルに描いており、高い評価を受けた。
特殊メイクは、当時まだ21歳だったロブ・ボッティンが担当した。顔が歪むカットは役者のメイクと機械操作のダミーを併用している。また、風船を仕込んで激しく波打つ胸を表現している。顎が伸びて狼の顔となるシーンはダミーヘッドにボッティンが自分の手を入れて、直接アゴの部分を押し出している。
元々リック・ベイカーが、ジョン・ランディスの『狼男アメリカン』（1981年）の仕事を受けたために、弟子であるボッティンに本作を任せたものである（ベイカーは特殊メイク・コンサルタントとクレジットされている）。変身シーンの出来栄えに驚愕したランディスとベイカーは、『狼男アメリカン』を撮り直す事を決定。『ハウリング』が薄暗い場所での変身であったため、『狼男アメリカン』は明るい場所で変身シーンを見せている。

## 原作
ゲイリー・ブランドナーによる1977年に発売された同名小説を原作としているが、映画は小説と異なる内容に変更されている。現在まで、日本では翻訳されていない。

## 作品リスト
- ハウリング（The Howling）
  - 1980年度第8回サターンホラー映画賞受賞
- ハウリングII（Howling II: Your Sister Is a Werewolf）
- ハウリングIII（Howling III）
- ハウリングIV（Howling IV: The Original Nightmare）
- ハウリングV: 最後の復活（Howling V: The Rebirth）
- ハウリングVI: 突然変異体（Howling VI: The Freaks）
- Howling: New Moon Rising, also known as Howling VII and Howling VII: Mystery Woman
- 新・ハウリング（The Howling: Reborn）